# Puerta de Berrozanas
La puerta de Berrozanas es una puerta monumental ubicada en la muralla de la ciudad española de Plasencia, en la provincia de Cáceres. Recibe su nombre por ubicarse en la salida de la fortificación del camino que da acceso a la dehesa de Berrozanas, perteneciente al vecino municipio de Oliva de Plasencia. Se ubica en el lateral occidental de la muralla, estando conectada a la Plaza Mayor por las calles Berrozana y Los Quesos. Aunque tiene origen medieval como el resto de la muralla, su actual aspecto renacentista data de unas obras de reforma que tuvieron en 1571.

## Historia y descripción
La puerta, construida originalmente en la Edad Media junto con el resto de la muralla, fue reformada en 1571, datando de esta última fecha su actual aspecto renacentista. Recibe su nombre por la salida del camino a la dehesa de Berrozanas, paraje ubicado en el sur del vecino término municipal de Oliva de Plasencia, conocido por albergar un antiguo palacete de campo en lo alto de una colina, visible desde la Autovía Ruta de la Plata. Sin embargo, en su origen el término deriva de "berrocal" (paisaje de peñascos graníticos), por ser el paisaje que hay desde esa dehesa hasta la puerta, pasando por el actual espacio natural de Valcorchero y Sierra del Gordo, lo que ha dado origen a que el actual barrio creado en los extramuros de la puerta se denomine El Berrocal y a que a la dehesa ubicada al otro lado del río Jerte se denomine "Berrocalillo".
En sus intramuros, la puerta da acceso a un barrio nobiliario muy próximo a la Plaza Mayor, que alberga monumentos como la iglesia de San Martín, el convento de las Capuchinas, la casa de los Quijada-Almaraz o la casa de los Toledo-Cadena. Las llaves de la puerta estaban a cargo de la familia Carvajal, quienes vivían en los intramuros de la puerta, en la casa natal del escritor Miguel de Carvajal. En los extramuros de la puerta se ubicaba el arrabal llamado de San Julián, a través del cual se accedía al cementerio judío, así como la casa de la Alhóndiga.
La puerta de la muralla estaba protegida por dos torres redondas, pero solo se conserva el cubo del norte; actualmente al sur de la puerta hay una muralla recta. Consiste en un arco de medio punto que sostiene una pared rematada en cuatro almenas; este arco fue históricamente de mayor tamaño, pero se ha reducido al subir el nivel del suelo en las pavimentaciones. Sobre el arco hay un escudo de los Reyes Católicos, en la clave una figura del Arcángel Miguel y a ambos lados de la figura dos inscripciones que conjuntamente fechan así el monumento:

Año de 1571. Siendo corregidor el doctor Zárate se reedificó esta puerta de los propios de la ciudad.